# FN FNC
Das FN FNC (Fabrique Nationale Carabine) ist ein Gewehr von Fabrique Nationale Herstal, das in den 1970er-Jahren entwickelt wurde, um das teilweise fehlerhafte FN CAL zu ersetzen. Es ist eine Neuentwicklung.

## Geschichte

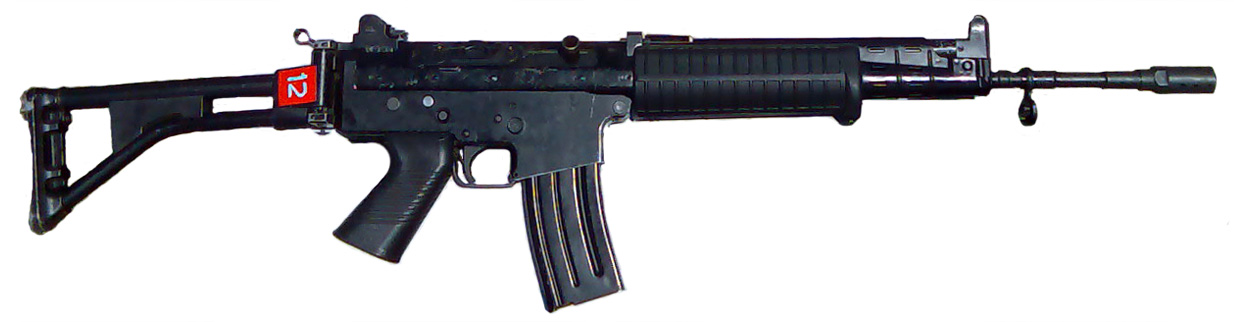
Pindad SS1-V1

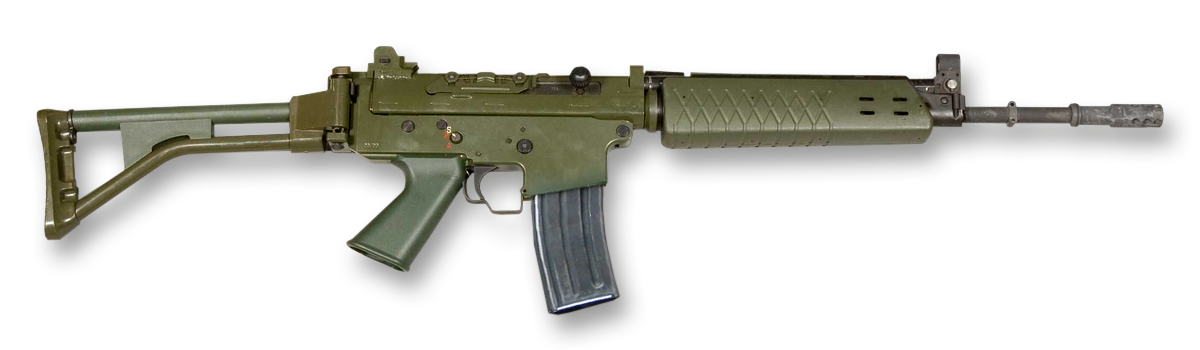
Ak5

Nachdem sich im Jahr 1975 das FN CAL als ein kommerzieller und teils auch technischer Misserfolg erwiesen hatte, wurde ein Jahr später ein neues Gewehr entwickelt. Ein neu vorgestellter Prototyp FNC 76 erwies sich als immer noch mangelhaft; häufig blockierte der Schlagbolzen oder die Patrone zündete schon bevor der Verschluss das Patronenlager verriegelt hat. So wurde im Jahr 1982 eine neue Waffe vorgestellt, die den Namen FNC erhielt. Das Pindad SS1 und Ak5 basieren auf dem FN FNC.

## Technik

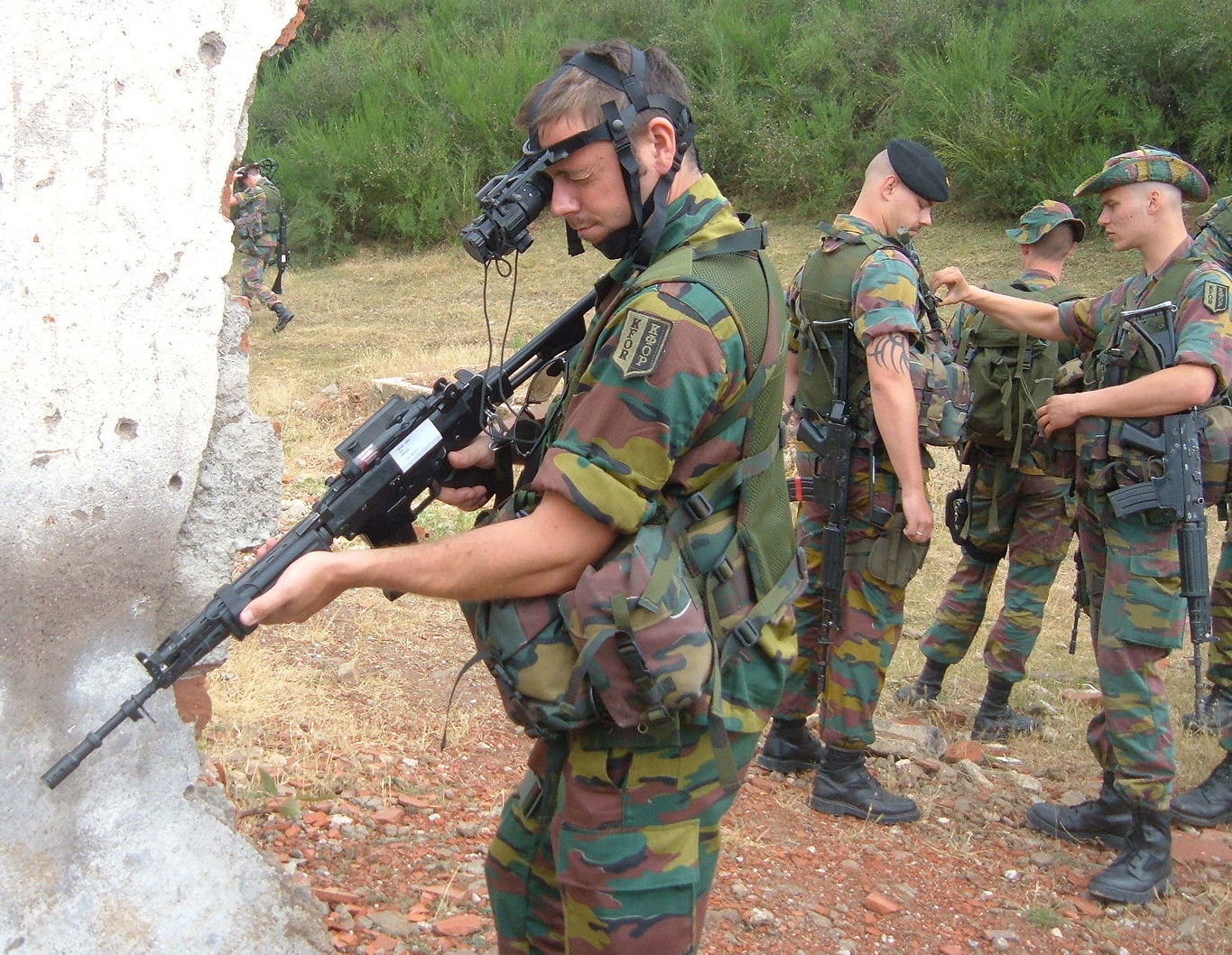
Belgische KFOR-Soldaten mit FN FNCs

Das FNC ist ein Gasdrucklader mit langem Kolbenhub und Drehkopfverschluss. Die Waffe schießt Einzelfeuer, in Drei-Schuss-Feuerstößen und Dauerfeuer. Für die Waffe wurde ein eigenes Magazin entwickelt, STANAG-Magazine (Standardmagazin der NATO-Waffen) können auch verwendet werden.
Damit kein Schmutz in die Waffe gelangt, wurde auf einen Verschlussfang verzichtet. Zusätzlich wird die Aussparung im Gehäuseoberteil für den zurücklaufenden Spannschieber durch einen mit Federn beaufschlagten Staubschutzdeckel abgedeckt. Dieser wird durch den zurücklaufenden Spannschieber nach oben gedrückt und bewegt sich beim Vorlauf wieder nach unten. Das Galil ACE und FN Minimi benutzen einen ähnlichen Mechanismus.